# Andrenosoma erythropyga
Andrenosoma erythropyga är en tvåvingeart som först beskrevs av Christian Rudolph Wilhelm Wiedemann 1828.  Andrenosoma erythropyga ingår i släktet Andrenosoma och familjen rovflugor. Inga underarter finns listade i Catalogue of Life.